# Танзиматске реформе
Танзиматске реформе се односе на период између 1839. и 1876. године (када се појавио Први османски устав). 

## Увод
Танзиматска ера је започела са циљем, не радикалне трансформације, већ модернизације, са жељом да се консолидују друштвени и политички темељи Османског царства. Реформе је покренуо султан Махмуд II (1808–1839), а кулминирале су у облику јако наглашеног аутократског краљевства под контролом Абдул Хамида II (1876–1909) – још познат и као „крвави султан“. Махмут II је преобратио полунезависне државне институције у централизована министарства по узору на европске системе владања, затим је укинуо јањичаре (што је био само увод у праве војне реформе), и покренуо реформе у образовању и финансијама. Међутим, Махмут није успио да обави свој посао до краја; умро је 1.7.1839.

## Догађаји
Планови царске Русије, тј. Катарине II, тадашње руске царице (1772–1787), подразумијевали су окупирање значајних области Евроазије; Русија је планирала присвојити Малу Азију и сва средњоисточна подручја до Индије, те је у склопу припрема за остварење својих претензија почела у Црном мору градити ратну флоту.
Порта је била приморана на превентивни удар 1787. Рат је завршен 1792. мировним споразумом у Јашију, гдје је Порта претрпјела територијални губитак помјеривши границу с Русијом.
Непрекидни порази које је османска армија трпјела посљедњих деценија, навели су Селима III (1789–1807) да темељно реорганизује османску војску. Селим III је планирао изградњу војске по узору на европске милитантне организације, јер је схватио да традиционалним војним средствима Османлија не може више постићи пуно. Будући да је са француским царством скоро два и по стољећа одржавана добра веза, тј. успјешна пријатељска политика, у земљи су се обрели бројни француски војни инструктори. За то вријеме многе европске силе су се занимале за Египат, међу којима и Енглеска, те и сам Наполеон. Напад Наполеона на локалне египатске снаге и његова побједа протумачени су од стране Порте као директан атак. Порта потписује савез с Енглеском, која искрцава трупе у Египат, након чега се француска војска повлачи. Године 1803. повлаче се и енглеске трупе, те Порта за управника Египта поставља Мехмет Алија, којег су локалци назвали Мухаммед Али. 
1806. Османско царство долази у поновни сукоб с Русијом, због свргавања проруског војводе Влашке и Молдавске од стране Порте, те запосједањем тих кнежевина од стране Русије. Истовремено је Карађорђе дигао устанак против Порте 1804. и успио задржати власт над већим дијелом Србије до 1813. Рат с Русијом Порта приводи крају тек 1812. без превеликих територијалних губитака. Милош Обреновић 1815. постаје регент Србије, те постиже компромис којим добија ограничену аутономију, али и даље остаје османска војна управа. Упркос свему, модерна организација војске је знатно каснила. Формира се нови ред војске – eskinçi, који су замијенили јањичаре. Тако су јањичари изгубили свој привилегован положај, и када су се побунили, трупе вјерне влади су извршиле покољ над њима. Eskinçi су углавном били састављени од припадника бивших јањичара; били су дисциплиновани, модерно наоружани и увјежбани. Међутим, укидање јањичарског одреда одбило се о главу Османском царству; тако су знатно ослабиле његове одбрамбене способности – Османлије почињу губити на фронтовима од Руског царства, те 1829. потписују мировни уговор.

Упоредо с тим догађајима, Мухаммед Али је у Египту успоставио јаку и централизовану позицију моћи, преузео дијелове царства који су номинално припадали султану, те од њ затражио да му препусти Сирију. Када му то није допуштено, кренуо је у продор против султана његов син Ибрахим-паша 1832. Пошто су Енглеска и Француска имале властите планове, нису се уплитале у овај сукоб, те је Порти у помоћ прискочила Русија, натјеравши Мухамеда Алија да призна врховну османску власт, док је Порта препустила Сирију Алију.
Ликвидација тимарског система је службено обављена 1831, те је тако претежни дио тог земљишта прешао у вид државног власништва, а имао је и значајан војни апект. Успостављена је централна благајна која је контролисала приходе постојећих задужбина, те из чијег се буџета издвајао новац за вјерске циљеве и издржавање службеника. Бојномедицинска школа утемељена је 1827, а ратна школа 1843. Од 1827. примјењује се пракса слања стипендиста на војне школе у европске државе. 1831. покрећу се прве турске новине – Takvimi Yekayi (календар догађаја), као службени лист Османског царства. Затим су преименована надлештва у министарства, да би се на крају уред поглавара диванских секретара од 1836. звао Министарство спољних послова. У градовима је уведен европски начин одијевања; ношење турбана је забрањено, а уведен је фес, поријеклом из сјеверне Африке. Махмут II није доживио довршетак започетог посла; након његове смрти 1.7.1839. његов посао је наставио син Абдулмесит I. Свеукупне мјере су добиле име Tanzimati Hayriye (Спасоносни нови поредак). Часно царско писмо је проглашено 3.11.1839. Њиме је, између осталог, ријешен проблем дискриминације немуслимана у Царству; они су постали пуноправни османски грађани, на све њих су примјењивани исти порези, те праведан поступак регрутације у војску (заживио од 1813). Правосуђе је реорганизовано према европском узору, те је уведена снажна централизована провинцијска управа по француском моделу. 1840. је основан први новчани завод у Царству, Banque de Constantinople, која 1854. пада под стечај, али се, двије године касније, успоставља Османска банка, чији је главни задатак био утјеривање спољних дугова.
Паралелно с овим промјенама, Мухаммед Али је покренуо радње које су подразумијевале ширење на рачун Порте. Иако је имао подршку Француске, пакт створен између Русије, Велике Британије, Аустрије и Пруске, тражио је од Алија да врати Порти сјеверну Сирију, Меку и Медину, те Крит и османске јединице на Алијеву страну. Али је посустао тек када су се енглеске трупе искрцале у Сирију. Тјеснаци које је Османско царство контролисало сада су били доступни на употребу пакту сила којима се придружила и Француска. Русија губи статус заштитника Османског царства, те контролу над тјеснацима, те 1853. креће против Порте. Међутим, енглеске и француске снаге прискачу у помоћ Порти, те руска армија све чешће доживљава поразе, и у прољеће 1856. потписује мировни уговор у Паризу, гдје се гарантује интегритет Османског царства, које је истовремено примљено у састав европских држава.
Немири у Османскоме царству, почевши од оних у БиХ 1857, па до оних у Либану, Криту и Бугарској, утицали су на доношење новог Устава. Он је објављен 23.12. 1876, а у њему су обновљене темељне вриједности – недјељивост државе, вјерска слобода немуслиманима, а предвиђена су и два нова дома – сенат и скупштина. Иако су мотиви за имплементацију Танзимата били бирократски, он је био подстакнут либералним министрима и интелектуалцима попут Димитриос Замбакос-паше, Кабули Мехмед-паше, тајног друштва Младих Османлија, и либералних ставова попут Мидхат-паше који је такође се често сматра једним од оснивача Османског парламента. Захваљујући новонасталим унутрашњим, финансијским и дипломатским кризама 1875–1876, Мидхат-паша је увео устав из 1876. године, чиме је окончан Танзимат.
Упркос свим превентивним мјерама, у априлу 1877. Русија објављује рат Порти због њеног одбијања да се одрекне Бугарске, БиХ, Србије и Црне Горе. Османлије се нису могле одупријети Русима те су доживјели неколико тешких пораза, који су их присилили на потписивање катастрофалног мировног уговора с Русима у Сан Стефану, којим су се одрекли скор освих европских посједа.
Међутим, Енглеска и Аустроугарска нису жељеле толику премоћ Русије на Блиском истоку, те се ситуација знатно заоштрила. Ото фон Бизмарк, као „поштени посредник“, предлаже план за разрјешавање кризе, који бива предмет расправе у Берлину 13.7.1878. Тиме је постигнута равнотежа у Европи, а из османског државног склопа иступају Румунија, Србија и Црна Гора.

## Додатак
Танзиматске реформе су имале одјека и на Балканском полуострву. Између осталог, Балканска криза 1876. била је од већег значаја, јер су биле уплетене Србија, Бугарска, Црна Гора, те хришћански сељаци из Херцеговине. Кризу Порта приводи крају, нанијевши побуњеним снагама, посебно Србији, уништавајући пораз. 
Међутим, танзиматске реформе утицале су позитивно на подручје БиХ. У Сарајеву и Мостару све веће европске силе успостављају конзулате и конзуларне агенције. Реорганизована је локална управа са циљем централизације, уведено је Управно вијеће којим је предсједавао сам валија, те кајмеками (који су контролисали санџаке). У другој половини XIX стољећа укида се еснафска организација у БиХ, која је била кочница производње и промета.
Привредни токови у БиХ потпомажу се изградњом колских путева, те жељезничком пругом. Телеграфски саобраћај почиње се развијати од 1858, а до 1875. већ 19 телеграфских станица у БиХ је умрежено и повезано са Стамболом. Немуслиманско становништво изграђује нове школе и богомоље, а ради се и на изградњи националне свијести.

## Посљедице
Танзиматске реформе, иако предвиђене да олакшају живот грађана у Османском царству, да учврсте моћ султана и ојачају царство у економском, политичком, војном и културном смислу, нису биле нарочито успјешне. Спорост у њиховом спровођењу, стални сукоби Порте са Русијом и другим силама, унутрашњи немири те слаба централизованост царства, биле су главне кочнице провођења танзимата.
Иако су танзиматске реформе приближиле Порту тадашњим европским стандардима, спорост у њиховом спровођењу није могла задовољити велике европске силе. Можда је укидање јањичара имало најлошији ефекат по војну моћ Османског царства. С друге стране, реформе у области образовања, финансија и културе су значајно поправиле углед царства у очима многих европских сила, које су у тешким временима прискочиле Османлијама.